# Зоран Грмаш
Зоран Грмаш (Нови Сад, 4. мај 1970 —  Буковац, 18. октобар 2017) био је српски графичар и сликар.

## Биографија
Академију уметности у Новом Саду уписује 1992. године. На Катедри графике Академије у Новом Саду дипломира 1997. године, у класи професора Зорана Тодовића. Од 1995. ради као демонстратор на Катедри графике новосадске Академије уметности. У Отвореном графичком атељеу Народног музеја у Београду, 1995. године, учествује у својству асистента професора Зорана Тодовића.
Након завршених студија 1996, одлази на краћи студијски боравак у Италију, где среће маестра графике Giorgiа Upigliа, у чијем атељеу Grafica Uno у Милану проводи три месеца и активно учествује у реализацији многих пројеката. За време боравка у атељеу реализује неке од својих радова и учествује на извођењу графика других уметника. По повратку наставља претходни рад на Академији уметности, где 1997. године стиче звање техничког сарадника у настави на Катедри графике.
Поновни одлазак у Италију, ради студија на Академији уметности Carrara у Бергаму, уследио је 1998. године, где проводи једну годину радећи као асистент код професора Claudiа Sugliani-a на Катедри графике. Исте године поново започиње сарадњу са атељеом Grafica Uno, која је трајала све до повратка у Србију 2004. године. За време боравка у атељеу сарађује с многобројним уметницима и асистира на извођењу плоча-матрица, штампању пробних отисака и на крају штампању тиража. Један од најобимнијих пројеката на којим тада ради је постхумна реализација дела кубанског уметника Wiffredа Lama. Ради се о заоставштини од осамдесет до тада незавршених и пре тога непознатих радова. Активно учествује и у оквиру уметничке групе Quali differenze која за седиште има Atelier 14 у Милану. Између осталог, Atelier 14 се бави истоветном активношћу као и претходни. Реч је о отвореном графичком атељеу за реализацију и издаваштво графика.
У Лодију, у Италији, с групом уметника, критичара и колекционара графике, 2003. године, учествује у оснивању уметничког удружења Oltreponte, које за своје активности и циљ има промовисање и дивулгацију графичке уметности широј публици, организујући изложбе, презентације и предавања о графици.
Члан УЛУВ-а постаo je 1996. године, и од тада се самостално бавиo графиком и сликарством. Од 2005. године радиo je kао стручни сарадник на Катедри графике на Академији уметности у Новом Саду. Магистрирао је 2009. године на Катедри графике Акедемије у Новом Саду, под менторством професора Зорана Тодовића. Од 2012. био је запослен на Катедри графике Академије уметности у Новом Саду, у звању доцента.
Преминуо је 18. октобра 2017. године у Буковцу. Сахрањен је на Градском гробљу у Новом Саду.

## Уметнички рад

### Националне колективне изложбе
2024. Lutajući otisak, Galerija poklon-zbirka Rajka Mamuzića, Novi Sad, Srbija
2019. Otisak vremena - 70 godina Grafičkog kolektiva, Galerija SANU, Beograd, Srbija
2019. Dijafragmenti/izbor iz mnoštva, Mali likovni salon, Novi Sad, Srbija
2019. Izložba grafika radova učesnika projekta Lutajući otisak, Katedre za grafiku Akademije umetnosti u Novom Sadu, Arhiv Vojvodine, Novi Sad, Srbija
2018. MLS: 50 godina izlagačkog programa, Mali likovni salon, Novi Sad, Srbija
2017. Мала графика - Нови Сад 2017., Галерија Ла Виста, Нови Сад, Србија
2017. 9х3, Изложба графика наставника и сарадника Катедре за графику Академије уметности Универзитета у Новом Саду: пратећа изложба Трећег међународног тријенала графике, Београд, Галерија ликовне уметности поклон збирка Рајка Мамузића, Нови Сад, Србија
2016. Дан Филозофског факултета Универзитета у Новом Саду, изложба откупљених радова, Филозофски факултет Нови Сад, Нови Сад, Србија
2016. Мајска изложба графике Београдског круга, Галерија Графички колектив, Београд, Србија
2015. Магистри графике Академије уметности у Новом Саду (1992—2010), Културни центар Вршац, Вршац, Србија
2015. Магистри графике Академије уметности у Новом Саду (1992—2010), Царска палата “Sirmium”, Сремска Митровица, Србија
2015. Магистри графике Академије уметности у Новом Саду (1992—2010), Фоаје Словачког војвођанског позоришта, Бачки Петровац, Србија
2015. Мајска изложба графике Београдског круга, Галерија Графички колектив, Београд, Србија
2014. Мала графика, Галерија Графички колектив, Београд, Србија
2014. Цртежом на слику, Спомен-збирка Павла Бељанског, Нови Сад, Србија
2014. Изложба графике Лутајући отисак, Галерија Јован Поповић, Опово, Србија
2014. Изложба графике Лутајући отисак, Музеј савремене уметности Војводине, Нови Сад, Србија
2014. Изложба графике Лутајући отисак, Историјски архив, Панчево, Србија
2014. Четрдесет година Академије уметности Нови Сад, Изложба радова наставника и сарадника Департмана ликовних уметности, Галерија ликовне уметности поклон збирка Рајка Мамузића, Нови Сад, Србија
2014. Мајска изложба графике Београдског круга, Галерија Графички колектив, Београд, Србија
2013. Мала графика, Галерија Графички колектив, Београд, Србија
2013. Графике са 17. ликовне колоније Музеја Војводине, Музеј Војводине, Нови Сад, Србија
2013. Изложба графике Лутајући отисак, Галерија КЦ Лаза Костић, Сомбор, Србија
2013. Изложба графике Лутајући отисак, Ликовна галерија Меандер, Апатин, Србија
2013. Пројекат Графика овде и сада, Галерија Културног центра Вршац, Вршац, Србија
2013. Мајска изложба графике Београдског круга, Галерија Графички колектив, Београд, Србија
2013. Изложба графике Лутајући отисак, Галерија ликовне уметности поклон збирка Рајка Мамузића, Нови Сад, Србија
2013. Изложба графике Лутајући отисак, Историјски архив Панчево, Панчево, Србија
2013. Изложба графике Лутајући отисак, Модерна галерија Ликовни сусрет Суботица, Суботица, Србија
2012. Пројекат Графика овде и сада, Галерија ликовне уметности поклон збирка Рајка Мамузића, Нови Сад, Србија
2012. Мала графика, Галерија Графички колектив, Београд, Србија
2012. Мајска изложба графике Београдског круга, Галерија Графички колектив, Београд, Србија
2011. Мала графика, Галерија Графички колектив, Београд, Србија
2011. Кабинет цртежа: Збирка малог цртежа, Спомен- збирка Павла Бељанског, Нови Сад, Србија
2011. Магистри графике Академије уметности у Новом Саду 1992-2010. Галерија ликовне уметности поклон збирка Рајка Мамузића, Нови Сад, Србија
2011. Мајска изложба графике Београдског круга, Галерија Графички колектив Београд, Србија
2010. Српска графика данас, Српски културни центар, Париз, Француска
2010. Мајска изложба графике Београдског круга, Галерија Графички колектив, Београд, Србија
2009. Мала графика, Галерија Графички колектив, Београд, Србија
2009. Српска графика данас, Продајна галерија Београд, Београд, Србија
2009. Мајска изложба графике Београдског круга, Галерија Графички колектив, Београд, Србија
2009. Новогодишња изложба малог формата, Културни центар Новог Сада, Мали ликовни салон, Нови Сад, Србија
2008. XV Изложба Нишког Графичког Круга, Галерија савремене ликовне уметности, Изложбени павиљон у Тврђави, Ниш,Србија
2008. Изложба Мале графике, Галерија Графички колектив, Београд, Србија
2007. Графичка радионица Сићево 2006, Павиљон у Тврђави, Ниш, Србија
2006. Метод графика, Уметнички павиљон Цвијета Зузорић, Београд, Србија
2006. Slikarska kolonija Glosarijum, Хотел Бреза, Врњачка Бања, Србија
2006. Мајска изложба графике Београдског круга, Галерија Графички колектив, Београд, Србија
2005. VI Бијенале акварела, Савремена галерија Зрењанин, Зрењанин, Србија
2005. Графичка радионица Сићево, Галерија савремене ликовне уметности Ниш, Сићево, Србија
2005. 26. Сусрет акварелиста УК Ечка 2005, Савремена галерија Зрењанин, Зрењанин, Србија
2005. Изложба радова учесника уметничке колоније Бечеј 1997,Градски музеј Бечеј, Нови Бечеј, Србија
2004. Изложба Мале графике, Галерија Графички колектив, Београд, Србија
1998. Мајска изложба графике Београдског круга, Галерија Графички колектив, Београд, Србија
1998. Пролећна изложба УЛУВ-а, Раднички универзитет Радивој Ћирпанов, Нови Сад, Србија
1997. XXXVIII Октобарски салон, Музеј 25. мај, Београд, Србија
1997. Мајска изложба графике Београдског круга, Галерија Графички колектив, Београд, Србија
1997. Пролећна изложба УЛУС-а, Уметнички павиљон Цвијета Зузорић, Београд, Србија
1997. Изложба радова ликовне колоније младих, Дом културе Ивањица, Ивањица, Србија
1997. III Графички бијенале суве игле, Градска галерија Ужице, Ужице, Србија
1997. XXVI Новосадски салон, Мали ликовни салон Културног центра Новог Сада , Нови Сад, Србија
1996. Изложба новопримљених чланова УЛУВ-а, Удружење ликовних уметника Војводине, Нови Сад, Србија
1996. XXV Новосадски салон, Мали ликовни салон Културног центра Новог Сада, Нови Сад, Србија
1996. XXI Сремско-митровачки салон, Галерија Лазар Возаревић, Сремска Митровица, Србија
1996. XXI Сремско-митровачки салон, Галерија Лазар Возаревић, Сремска Митровица, Србија
1996. Летња изложба нишког графичког круга, Галерија Мала сцена , Нишка Бања, Србија
1996. VIII Бијенале југословенске студентске графике, Дом културе Студенстски град, Београд, Србија
1996. Мајска изложба графике Београдског круга, Галерија Графички колектив, Београд, Србија
1995. Изложба Мале графике, Галерија Графички колектив, Београд, Србија
1995. XXIV Новосадски салон, Мали ликовни салон Културног центра Новог Сада, Нови Сад, Србија
1995. Југословенски Ex libris, Етнографски музеј, Београд, Србија
1995. Мајска изложба графике Београдског круга, Галерија Графички колектив, Београд, Србија
1995. II Графички бијенале суве игле, Градска галерија Ужице, Ужице, Србија
1994. Мајска изложба графике Београдског круга, Галерија Графички колектив, Београд, Србија
1993. I Графички бијенале суве игле, Градска галерија Ужице, Ужице, Србија

### Међународне колективне изложбе
2021. Interlocution - Printmaking in Central and Eastern Europe, China Printmaking Museum, Shenzhen, China
2018. Signature of Diversity 5, Indo-Serbian Art Exhibition, Open Palm Court, India Habitat Centre, Nju Delhi, Indija
2017. Треће међународно тријенале графике, Уметнички павиљон Цвијета Зузорић, Београд, Србија
2017. Engraving Reflеctions, Vafopulio Cultural Center, Solun, Grčka
2016. 1. međunаrodne bijenаle rаdovа nа pаpiru, Muzej Kozаre, Prijedor, Republika Srpska
2016. 1st International Print Biennial Łódź 2016, Lođ, Poljska
2016. V. International Print Making Exhibition, Kadikoy Caddebostan Cultural Centre Art Gallery, Istanbul, Turska
2016. Четврти интернационални салон графике, Удружење ликовних и примењених уметника Краљево, Градска галерија Краљево, Краљево, Србија
2016. Тринаесто међународно бијенале уметности минијатуре, Културни центар Горњег Милановца, Горњи Милановац, Србија
2015. 9. EX-YU konkurs za grafiku, Галерија Студентског културног центра Нови Београд, Београд, Србија
2015. Међународни графички бијенале Сува игла Ужице: Награђени радови 1993-2013, Галерија Графички колектив, Београд, Србија
2014. 8. EX-YU konkurs za grafiku, Галерија Студентског културног центра Нови Београд, Београд, Србија
2014. Други интернационални салон графике, Удружење ликовних и примењених уметника Краљево, Градска галерија Краљево, Краљево, Србија
2014. International Biennial Print Exhibit: 2014 ROC, National Taiwan Museum of Fine Arts, Tajvan, R. O. C.
2014. The 1st Jogja Miniprint Biennale (JMB), Mien Gallery, Jogjakarta, Indonezia
2014. 7 x EX YU, Galerija likovne umetnosti poklon zbirka Rajka Mamuzića, Novi Sad, Srbija
2013. Први интернационални салон графике, Удружење ликовних и примењених уметника Краљево, Градска галерија Краљево, Краљево, Србија
2012. VI EX-YU konkurs za grafiku, Галерија Студентског културног центра Нови Београд, Београд, Србија
2011. Прво међународно тријенале графике, Уметнички павиљон Цвијета Зузорић, Београд, Србија
2011. Савремена графика: Будимпешта-Нови Сад, Галерија IX, Будимпешта, Мађарска; Музеј савремене уметности Војводине, Нови Сад, Србија
2010. Српска графика данас, Српски културни центар, Париз, Француска
2009. Уметничка графика и савремени медији / 43. ликовни сусрет, Модерна галерија Ликовни сусрет Суботица, Суботица, Србија
2008. XV Изложба Нишког Графичког Круга, Галерија савремене ликовне уметности Ниш, Ниш, Србија
2007. VIII Међународни графички бијенале Сува игла, Ужице, Градска галерија Ужице, Ужице, Србија
2007. Muvesztelep Vonyarcvashegy, Vonyarcvashegy, Mađarska
2006. XXIII Biennial Exhibition of Graphic Art, Miskolc, Miskolci Galeria, Varosi Muveszeti Muzeum, Miškolc, Mađarska
2006. Метод графика, Уметнички павиљон Цвијета Зузорић, Београд, Србија
2006. Међународна ликовна колонија у Белом Блату, Бело Блато, Србија
2003. Esposizione di stampe originali, San Felice (Segrate), Italija
2002. 2002 Naturarte, Comune di Bertonico, Bertoniko (LO), Italija
2002. IV Rassegna Nazionale dell'Incisione, Scuola Elementari di Via Mazzini, Nova Milaneze (MI), Italija
2002. XXV Oldrado da Ponte, Via Oldrado da Ponte, Lodi, Italija
2001. Mostra collettiva dell'Incisione, Venti Corenti, Milano, Italija
2001. XXIV Oldrado da Ponte, Via Oldrado da Ponte, Lodi, Italija
2001. Carte d'Arte in Archiviо, Archivio Storico Comunale, Sala del Deposito, Lodi, Italija
2001. Exhibition of International Original Prints, Milano, Italija
2001. II Rassegna internazionale dell'Incisione di piccolo formato, Museo Civico, Kremona, Italija
2000. XXIII Oldrado da Ponte, Via Oldrado da Ponte, Lodi, Italija
1999. XXII Oldrado da Ponte, Via Oldrado da Ponte, Lodi, Italija
1999. Naturarte 1999, Chiessa dell’Angelo, Lodi, Italija
1999. Quali differenze, Sala Virgilio Carbonari, Comune di Seriate (BG), Bergamo, Italija
1998. V Бијенале графике, Уметнички павиљон Цвијета Зузорић, Београд, Србија
1998. XXII Edizione del Sever d'oro, Centro Culturale Internazionale, Milano, Italija
1997. International Miniature Print Exhibit MIG-97, Barselona, Španija
1997. Mostra collettiva, Centro Culturale Internazionale Sever, Milano, Italija
1997. Quali differenze, Cascina Grande, Rozzano Мilano, Italija
1997. Quali differenze, Faculdade Santa Marcelina, Sao Paolo, Brazil
1997. Quali differenze, Castello di Sartirana, Sartirana Lomelina Pavia, Italija
1997. III Међународни бијенале графике малог формата, Галерија Сунце, Лесковац, Србија
1996. Exhibition of Ex libris, Mec, Francuska
1996. Small Graphic Forms Triennial, Panstwowa Galeria Sztuki w Lodzi, Lođ, Poljska
1996. IV Међународни бијенале уметности малог формата, Културни центар Горњег Милановца, Горњи Милановац, Србија
1996. IV Бијенале графике, Уметнички павиљон Цвијета Зузорић, Београд, Србија
1995. International Miniature Print Exhibit MIG-95, Barselona, Španija
1995. 18th International Independante Exhibition of Prints, Kanagawa Kenmin Gallery, Kanagava, Japan
1995. II Међународни бијенале графике малог формата, Галерија Сунце, Лесковац, Србија
1995. First International Triennial of Graphic Arts, Sofija, Bugarska
1994. II Међународна Изложба мале графике, Галерија Графички колектив, Београд, Србија
1994. II Међународна Изложба мале графике, Галерија Графички колектив, Београд, Србија

### Самосталне изложбе
2021. Мали ликовни салон, Нови Сад, Србија
2018. Културни Центар ЛАБ, Нови Сад, Србија
2011. Дом културе Стеван Мокрањац, Неготин, Србија
2010. Културни центар Новог Сада, Мали ликовни салон, Нови Сад, Србија
2009. Галерија Графички колектив, Београд, Србија
2007. Дом културе Чачак, Чачак, Србија
2006. Савремена галерија, Зрењанин, Србија
2005. Галерија Подрум, Нови Сад, Србија
2002. Biblioteca Comunale di Bertonico, Lodi, Italija
2001. Circolo Ada Negri, Lodi, Italija
1999. Cinema Apollo, Milano, Italija
1999. Ex Chiesa dell'Angelo, Lodi, Italija
1997. Галерија УЛУВ-а, Нови Сад, Србија
1996. Biblioteca Comunale di Bertonico, Lodi, Italija
1996. Галерија Академије уметности Нови Сад, Петроварадин, Србија
1995. Месна библиотека Буковац, Буковац, Србија
1991. Галерија Оскар, Нови Сад, Србија

### Признања, награде и одликовања за уметнички рад
2017. Трећа награда за уметничку графику малог формата, Мала графика – Нови Сад 2017, Галерија Ла Виста, Нови Сад, Србија
2016. Прва награда за графику, Тринаесто међународно бијенале уметности минијатуре, Културни центар Горњег Милановца, Горњи Милановац, Србија
2008. Мали печат, Изложба мале графике, Галерија Графички колектив, Београд, Србија
2007. Награда Лазар Возаревић, XXVII Сремско-митровачки ликовни салон, Галерија Лазар Возаревић, Сремска Митровица, Србија
2007. Сребрна игла, VIII Међународни графички бијенале Сува Игла, Градска галерија Ужице, Ужице, Србија
2005. III награда на V бијеналу акварела, Савремена галерија Зрењанин, Зрењанин, Србија
2002. Premio dell’Incisione, IV Rassegna Nazionale dell'Incisione, Scuola Elementari di Via Mazzini, Nova Milanese (MI), Italija
1998. Premio Humanitas, Centro Culturale Internazionale d’Arte Sever, Milano, Italija
1997. Premio Vita, Centro Culturale Internazionale d’Arte Sever, Milano, Italija
1996. Изузетна награда Универзитета у Новом Саду, Универзитет у Новом Саду, Србија
1996. Premio dell Disegno, Boffaloro d’Adda, Lodi, Italija
1996. Откупна награда за графику, XXI Сремско-митровачки салон, Галерија Лазар Возаревић, Сремска Митровица, Србија
1996. Годишња награда за графику, Академија Уметности Нови Сад, Академија уметности Нови Сад, Србија
1995. Откупна награда Министарства културе Србије, Галерија Графички колектив, Београд, Србија

### Ликовне колоније
2013. 17. ликовна колонија Музеја Војводине, Кулпин, Србија, 2013.
2007. Muvesztelep Vonyarcvashegy, Vonyarcvashegy, Mađarska
2006. Међународна ликовна колонија у Белом Блату, Бело Блато, Србија
2006. Slikarska kolonija Glosarijum, Хотел Бреза, Врњачка Бања, Србија
2005. Изложба радова учесника уметничке колоније Бечеј 1997, Градски музеј Бечеј, Нови Бечеј, Србија
2005. 26. Сусрет акварелиста УК Ечка 2005, Савремена галерија Зрењанин, Зрењанин, Србија
2005. Графичка радионица Сићево, Галерија савремене ликовне уметности Ниш, Сићево, Србија
1997. Уметничка колонија Бечеј, Градски музеј Бечеј, Бечеј, Србија
1997. Прва југословенска ликовна колонија младих, Дом културе Ивањица, Ивањица, Србија

### Учешће у пројектима и симпозијумима
2015. Пројекат Лутајући отисак, Галерија Матице српске, Нови Сад, Србија
2015. Пројекат Лутајући отисак, Конак кнегиње Љубице, Музеј града Београда, Београд, Србија
2013. Пројекат Лутајући отисак, Универзитет у Новом Саду, Академија уметности, Нови Сад
2012. Пројекат Графика овде и сада, Универзитет у Новом Саду, Академија уметности, Нови Сад, Србија
2010. Симпозијум о савременој графици у оквиру 5. Студентског арт фестивала СТАРТФЕСТ Између истока и запада до фотографике, Универзитет у Новом Саду, Академија уметности, Нови Сад, Србија
2002. Пројекат: NATURARTE 2002-PERCORSI ARTISTICI NEL TERRITORIOLODIGIANO, Coordinatore del progetto: Mario Quadraroli, Lodigiano
1999. Пројекат: NATURARTE 1999-PERCORSI ARTISTICI NEL TERRITORIOLODIGIANO, Coordinatore del progetto: Mario Quadraroli, Lodigiano